# Залізний янгол
«Залізний янгол» — радянська героїчна кінодрама режисера Володимира Юрєнєва знята в 1942 році за оповіданням Миколи Богданова. Фільм в прокат не виходив.

## Сюжет
Німецько-совєцька війна. «Залізний янгол», літак льотчика Горюнова, підбитий німцями. До місця аварії поспішають ворожі солдати і механік Суханов.

## У ролях
- Сергій Якушев — епізод
- Сергій Маркушев — епізод
- Олександр Ширшов —  Петро Суханов
- Тетяна Коптєва — епізод
- Павло Шпрингфельд —  Льотчик
- Павло Суханов — епізод
- Андрій Файт — епізод
- Сергій Комаров — епізод
- Олександр Гречаний —  Чернов
- Сергій Філіппов — епізод
- Михайло Воробйов — епізод

## Знімальна група
- Режисер-постановник: Володимир Юрєнєв
- Автори сценарію: Микола Богданов, Олексій Каплер
- Оператори: Юрій Разумов, Грайр Гарибян
- Композитор: Венедикт Пушков
- Художник-постановник: Петро Галаджев
- Звукорежисер: Дмитро Флянгольц
- Текст пісень: Віктор Гусєв